# امین‌آباد (زنجان)
امین‌آباد (زنجان)، روستایی از توابع بخش مرکزی شهرستان زنجان در استان زنجان ایران است.

## جمعیت
این روستا در دهستان زنجانرودبالا قرار دارد و براساس سرشماری مرکز آمار ایران در سال 1390، جمعیت آن 1178 نفر (333 خانوار) بوده‌است.
- فهرست روستاهای شهرستان زنجان
- فهرست روستاهای ایران